# Koyoharu Gotouge
Koyoharu Gotouge (吾峠 呼世晴 Gotōge Koyoharu?) (Prefectura de Fukuoka, 5 de mayo de 1989) es un/a mangaka japonesa. Su obra más conocida es la serie Kimetsu no Yaiba.

## Biografía
Se conocen pocos detalles sobre su vida, más allá de que procede de la prefectura de Fukuoka. Aunque en sus páginas de presentación no hace mención a su género y solo utiliza pronombres neutros.
Debutó en 2013 a través de un concurso para jóvenes talentos de la editorial Shūeisha, del que esta persona resultó vencedora con la obra Kagarigari (過狩り狩り?). Posteriormente publicó tres historias autoconclusivas: Monju Shirō Kyōdai (文殊史郎兄弟?) para Jump Next! en 2014, Rokkotsu-san (肋骨さん?) para la Weekly Shōnen Jump en 2014, y Haeniwa no Zigzag (蠅庭のジグザグ?) para la misma revista en 2015. Ninguna de ellas fue aceptada por Shūeisha como serie regular, por lo que su primer editor, Tatsuhiko Katayama, le sugirió crear otras obras con tramas más sencillas.
Gotouge tuvo en cuenta sus consejos al crear Kimetsu no Yaiba, donde un joven se convierte en cazador de demonios para convertir a su hermana menor en humana otra vez, transformada en demonio tras una masacre sufrida en su familia mientras que Tanjiro Kamado (hijo mayor de la familia) estaba ausente, masacre en la que sólo sobreviven él y su hermana menor. La persona autora tomó la premisa de Kagarigari y fue añadiéndole conceptos basados en la cultura japonesa, entre ellos la ambientación en la era Taishō. Los editores sugirieron añadir tramas cómicas para aliviar la historia principal, que consideraban demasiado oscura, y convertir a los protagonistas en personajes más empáticos; de ahí salieron el cazador Tanjiro Kamado y su hermana Nezuko, convertida en un demonio. La obra iba a llamarse en un primer momento Kisatsu no Yaiba (鬼殺の刃?) pero la editorial no quería usar el kanji «satsu» (殺?   lit. «asesinar») por sus connotaciones, así que Gotouge sugirió la contracción «kimetsu» (鬼滅?  lit. «exterminar demonios»).
Kimetsu no Yaiba se publicó en la Weekly Shōnen Jump desde febrero de 2016 hasta mayo de 2020, con un total de 205 capítulos recopilados en 23 volúmenes, y supuso un éxito editorial. La adaptación al anime de 2019 impulsó las ventas del manga hasta alcanzar los 40 millones de copias en circulación, tanto físicas como digitales. Y con el estreno en 2020 de la película Kimetsu no Yaiba: Mugen Ressha-hen, que se convirtió en la cinta más taquillera de la historia de Japón hasta esa fecha, las ventas crecieron hasta los 150 millones de copias.
Después de haber finalizado su ópera prima, Gotouge está trabajando en una nueva serie que entremezcla ciencia ficción y comedia romántica, y para la que aún no hay fecha de estreno.

## Trabajos
- Kagarigari (過狩り狩り?) (2013) — One-shot
- Monju Shirō Kyōdai (文殊史郎兄弟?) (2014)  — One-shot publicado en la Jump Next!
- Rokkotsu-san (肋骨さん?) (2014)  — One-shot publicado en la Weekly Shōnen Jump.
- Haeniwa no Zigzag (蠅庭のジグザグ?) (2015)  — One-shot publicado en la Weekly Shōnen Jump.
- Kimetsu no Yaiba (鬼滅の刃 Kimetsu no Yaiba?) (2016–2024) — Serialización en la Weekly Shōnen Jump, recopilado en 23 volúmenes.[10][11]
- Koyoharu Gotouge's Short Stories (吾峠呼世晴短編集 Gotōge Koyoharu Tanpenshū?) (2019) — Volumen recopilatorio de sus 4 one-shots publicados por Shueisha.[12]